# Cyathura munda
Cyathura munda är en kräftdjursart som beskrevs av Menzies 1951. Cyathura munda ingår i släktet Cyathura och familjen Anthuridae. Inga underarter finns listade i Catalogue of Life.